# نادي غرين مامبا
غرين غامبا نادى قرة قدم من سوازيلاند وبطل الدوري الإسواتيني 2011 12 ويلعب في دورى ابطال أفريقيا 2012 بصفته البطل بعد ان جاءت سويزلاند في المركز السابع والثلاثون بدون نقاط في التصنيف وفوزها بمقعد واحد وقد خرج من الدور التمهيدي (64) بخسارته من بلاتنيوم الزمبابوي 8_2 4_0 زهابا و4_2 عودة
يحتل المركز الخامس في الدورى السويزلاندى.